# Fabrizio Cartolari
Fabrizio Cartolari (Verona, 1729 – 6 ottobre 1816) è stato un pittore italiano.

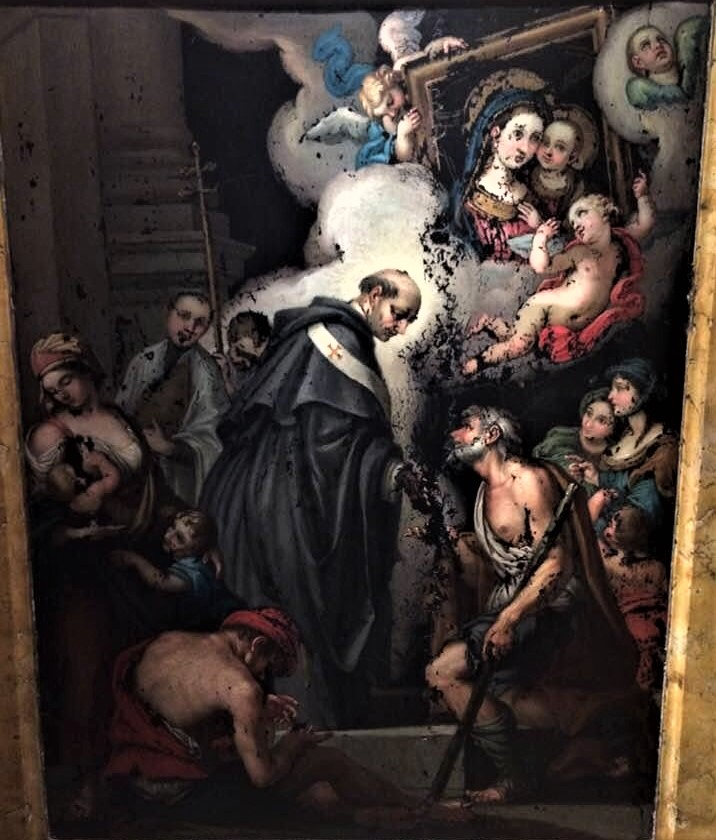
San Tommaso da Villanova dispensa l'elemosina ai poveri di Fabrizio Cartolari

Figlio di Giovanni Battista Cartolari e di Pasqua Britti, entrambi nobili, nacque nel 1729 circa; compiuti gli studi sentì la sua inclinazione verso la pittura e decise di prendere lezioni dal pittore Carlo Salis. Imparata l'arte, realizzò diverse opere, alcune delle quali arrivarono fino in Inghilterra. Del Cartolari fu una tela per la chiesa di Santa Croce in Cittadella a Verona, ove era rappresentata la Beata Vergine del Buon Consiglio, dispersa dopo la soppressione di detta chiesa.
Nel pilastro della colonna di sinistra dell'altare di San Tomaso da Villanova, presso la veronese chiesa di Sant'Eufemia, vi è un suo piccolo quadro in cui dipinse il santo titolare dell'altare vestito dell'abito Agostiniano nell'atto di dispensare l'elemosina ai poveri con in altro la Beata Vergine del Buon Consiglio. realizzò inoltre alcune tele conservate in diverse chiese della provincia. Fu membro del Consiglio Municipale e presidente dell'accademia di pittura. Morì all'età di 87 anni.